# Praproče, Ribnica
Praproče este o localitate din comuna Ribnica, Slovenia, cu o populație de 31 de locuitori.